# Raoul Follereau
Raoul Follereau (Nevers, 17 d'agost del 1903 - París, 6 de desembre del 1977), fou un periodista i noble francès que va deixar la feina per dedicar-se a vetllar pels malalts del tercer món, especialment a les persones leproses. Gràcies al seu esforç s'han creat nombrosos hospitals d'infecciosos en aquests països.